# Annales de Ryd
Les annales de Ryd ou Annales Ryenses (ou encore Rydårbogen en danois), sont une œuvre littéraire médiévale qui chroniquent l'histoire du Danemark depuis le légendaire roi Dan jusqu'à Éric VI Menved. Les chroniques furent lancées peu après l'établissement des cisterciens à l'abbaye de Ryd en 1210 et furent arrêtées en 1288. Aux côtés de la "Gesta Danorum" de Saxo Grammaticus, les annales de Ryd constituent l'une des principales sources d'information sur l'histoire danoise au Moyen Âge.